# Epactionotus bilineatus
Epactionotus bilineatus är en fiskart som beskrevs av Roberto Esser dos Reis och Schaefer, 1998. Epactionotus bilineatus ingår i släktet Epactionotus och familjen Loricariidae. Inga underarter finns listade i Catalogue of Life.